# 제프 쿠퍼
제프 쿠퍼(Jeff Cooper, 본명: 존 딘 "제프" 쿠퍼, John Dean "Jeff" Cooper, 1920년 5월 10일 – 2006년 9월 25일)는 미국 해병대원으로 권총 사격의 "현대적 기술"을 창안했으며 소형 화기의 사용과 역사에 대한 전문가였다.

## 생애 및 교육
쿠퍼는 로스엔젤레스에서 태어나 로스엔젤레스 고등학교의 청소년 학군단에 등록했다. 스탠포드 대학교에서 정치학 학사 학위를 받았다. 1941년 9월 미국 해병대(USMC)에서 정규 임무를 받았다. 제2차 세계대전 동안 USS 펜실베니아에 승선한 해병 파견대와 함께 태평양 전역에서 복무했다. 전쟁이 끝날 무렵 그는 소령으로 승진했다. 1949년 사임했으나 한국전쟁 당시 동남아에서 비정규전에 가담했다고 주장하며 현역으로 복귀해 중령으로 진급했다. 한국전쟁 이후 해병대는 그의 현역 복무 신청을 거절했다. 1960년대 중반에 그는 캘리포니아 대학교 리버사이드에서 역사학 석사 학위를 받았다. 1950년대 후반부터 1970년대 초반까지 그는 시간제 고등학교 및 커뮤니티 칼리지 역사 교사로 시간을 보냈다.

## 경력
1976년 쿠퍼는 애리조나 주 폴든에 API(American Pistol Institute, 이후 Gunsite Academy)를 설립했다. 쿠퍼는 법 집행 기관과 군인, 민간인 모두에게 산탄총과 소총 수업을 가르치기 시작했으며 전 세계의 개인과 단체를 대상으로 현장 교육을 실시했다. 그는 1992년에 회사를 매각했지만 폴덴(Paulden) 목장에서 계속 살았다. 그는 대구경 권총, 특히 콜트 1911 및 .45 ACP 카트리지를 옹호하는 것으로 유명했다.
쿠퍼는 마이클 딕슨(Michael Dixon) 및 토마스 도르나우스(Thomas Dornaus)와 함께 체코의 CZ 75 디자인을 기반으로 대략 10mm Auto의 브렌 텐 권총 디자인 작업을 했다. 카트리지는 9x19mm 파라벨룸과 .45 ACP 라운드보다 강력했다.

## 같이 보기
- 자기방어